# Saint Pierre guérit les malades avec son ombre
Saint Pierre guérit les malades avec son ombre est une fresque de Masaccio qui fait partie de la décoration de la chapelle Brancacci de l'église Santa Maria del Carmine à Florence. L'œuvre, datable vers 1425-1427 (230 × 162 cm), représente une scène des Histoires de saint Pierre tirées des Actes des Apôtres (V, 12-14).

## Histoire
Les fresques de la chapelle Brancacci sont une énigme pour les historiens du fait de l'absence de documentation authentifiée. Peut-être commandées à Masolino, qui avait le jeune Masaccio comme assistant, des preuves indirectes permettent de savoir qu'elles ont dû être commencées en 1424 et qu'à partir de 1425, elles sont exécutées par Masaccio seul après le départ de Masolino pour la Hongrie. En 1428, Masaccio partit pour Rome où il meurt peu de temps après, laissant l'ensemble incomplet. Le registre inférieur est le dernier être achevé et connait un changement dû à l'absence de Masolino et à l'évolution du style de Masaccio, qui y travaille après avoir été à Pise.
La scène, sauvée des repeints baroques subis par la voûte, a été noircie par l'incendie de 1771 qui a détruit une grande partie de la basilique. Ce n'est qu'avec la restauration de 1983-1990 qu'il a été possible de retrouver la couleur brillante d'origine et que les repeints ont été éliminées.

## Description et style

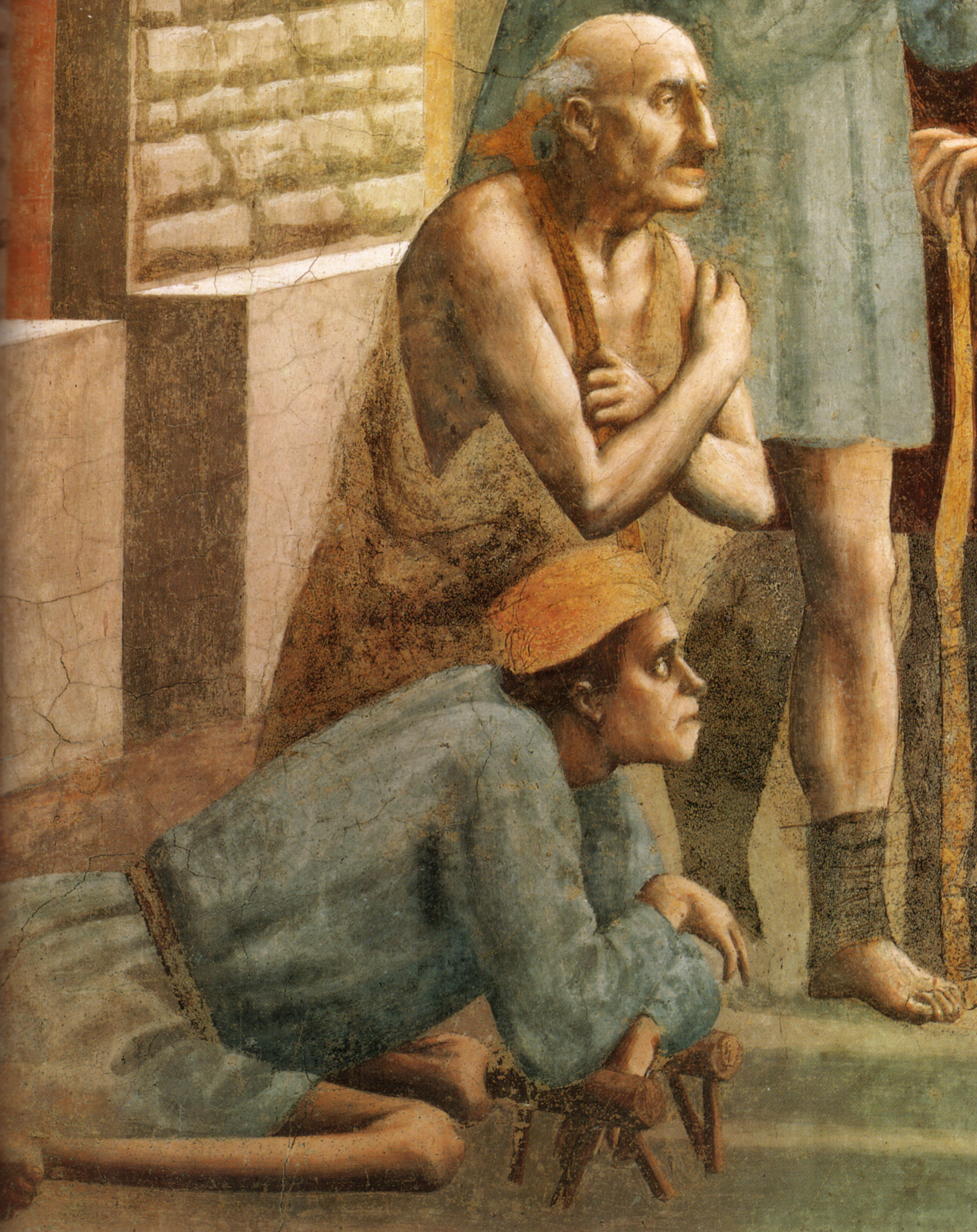
Détail.

La scène est située dans le registre inférieur de la chapelle, sur le mur derrière l'autel, à gauche. Le texte de l'Évangile rappelle comment certains citoyens de Jérusalem emmenaient leurs malades sur les places, les plaçant sur des lits et des civières de manière à être au moins touchés par l'ombre de Pierre lorsqu'il passait. Tous étaient guéris.
La composition est très éloquente : saint Pierre, suivi de saint Jean, marche dans la rue et au passage de son ombre, il guérit un groupe de malades. Deux sont déjà debout pour le remercier (l'un a un bâton, l'autre une cheville bandée), un troisième se lève et un quatrième, aux jambes déformées, est toujours accroupi au sol et regarde le saint avec appréhension. Le personnage au bonnet rouge a été reconnu comme un portrait de Masolino, tandis que le saint Jean pourrait cacher un portrait du frère de Masaccio, Le Scheggia, suivi d'un vieil homme barbu (Bicci di Lorenzo ?) ; l'homme au bonnet rouge, qui tient sa canne, a été indiqué comme un portrait possible de Donatello, tandis que celui barbu ressemble à l'un des mages de la prédelle du polyptyque de Pise de Masaccio.

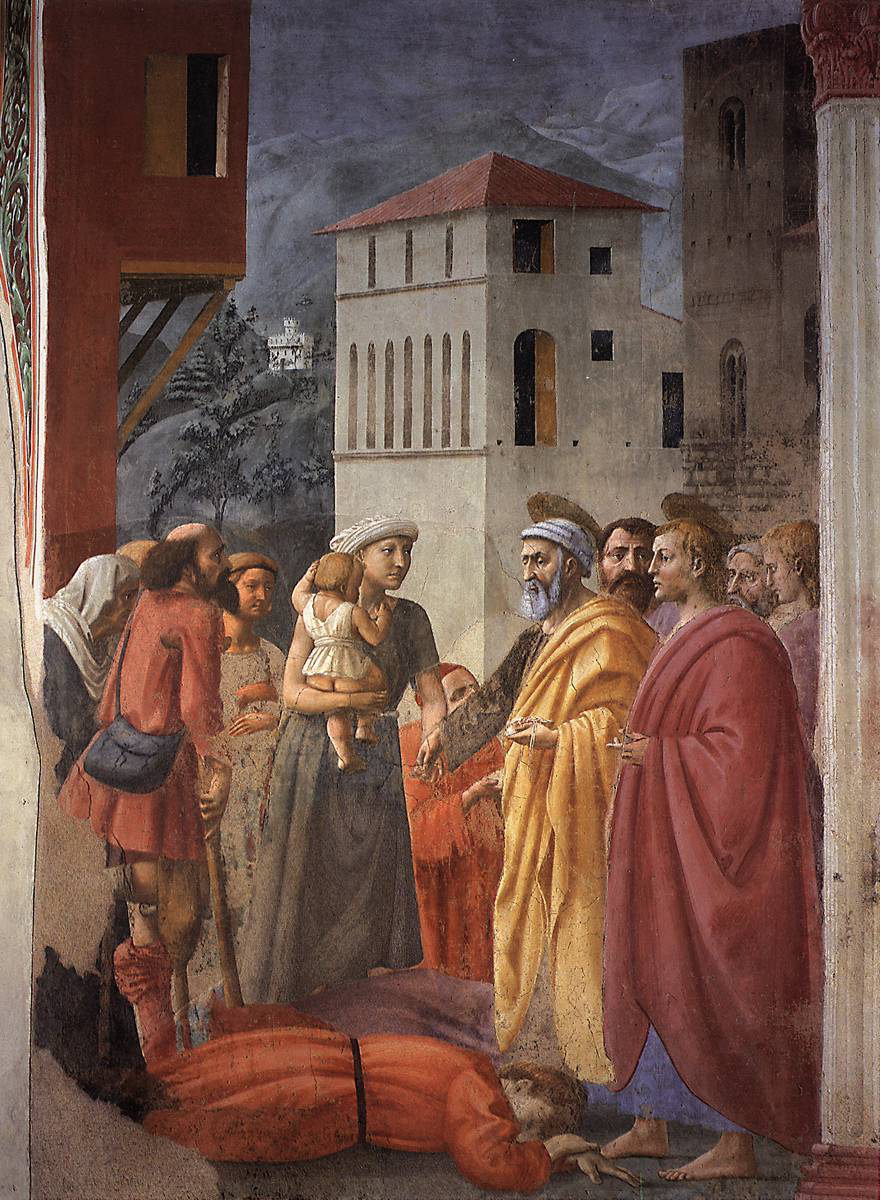
Distribution de l'aumône et mort d'Ananie.

La partie à l'extrême gauche était cachée sous le marbre de l'ancien autel, avec le prolongement en perspective de la rue vers une église avec une belle colonne corinthienne et un clocher. L'architecture se poursuit dans l'ébrasement de la fenêtre avec un effet optique audacieux. Cette scène et la suivante (Distribution de l'aumône) sont liées par des relations formelles et de perspective strictes, avec la coupe oblique des compositions se déroulant dans les rues d'une ville, probablement Florence (la scène originale se déroule à Jérusalem). Certains ont même émis l'hypothèse que la rue de cette scène, avec le bâtiment rustique et l'église en arrière-plan, est le Borgo degli Albizzi (et San Pier Maggiore, aujourd'hui détruit, avec son campanile), où vivaient certains alliés des Brancacci. L'histoire sacrée est ainsi actualisée et rapprochée du monde du spectateur, mais les digressions anecdotiques que l'on trouve chez des artistes gothiques internationaux, comme Masolino lui-même dans la fresque de La Guérison de l'infirme et la résurrection de Tabitha, sont absentes.
Si le paysage urbain réaliste est très rare et singulier (parmi les antécédents il y a Giotto et Ambrogio Lorenzetti), le mouvement vers le spectateur suggéré par la scène, obtenu grâce à l'utilisation de la perspective  à point de fuite latéral est encore plus innovant.
Les lignes de perspective de cette scène et de celle qui lui est symétrique convergeaient au centre du mur, là où la Crucifiement de Pierre de Masaccio était située, sous la fenêtre primitive.
Les personnages sont identifiés concrètement, avec des traits individualisés peu nombreux mais suffisants, éloignés de la caractérisation générique de Masolino. Le sens typiquement Renaissance de la dignité humaine imprègne également la laideur, la pauvreté et l'infirmité physique, sublimant leur représentation, ce qui évite toute complaisance envers le grotesque.

## Postérité
La fresque fait partie du musée imaginaire de l'historien français Paul Veyne, qui le décrit dans son ouvrage justement intitulé Mon musée imaginaire.

## Source de traduction
- (it) Cet article est partiellement ou en totalité issu de l’article de Wikipédia en italien intitulé « San Pietro risana gli infermi con la sua ombra » (voir la liste des auteurs).